# Heteropterys alata
Heteropterys alata är en tvåhjärtbladig växtart som först beskrevs av W. Anderson, och fick sitt nu gällande namn av W.R. Anderson. Heteropterys alata ingår i släktet Heteropterys och familjen Malpighiaceae. Inga underarter finns listade i Catalogue of Life.